# Alexandre Hannotiau
Alexandre Hannotiau (Brussel, 16 maart 1862 - Sint-Jans-Molenbeek, 1901) was een Belgisch kunstschilder, die wegens zijn vele werken die aan Brugge gewijd zijn, tot de Brugse School wordt gerekend.

## Levensloop
Hannotiau was leerling aan de Brusselse kunstacademie en werd later leraar tekenen in Sint-Jans-Molenbeek. In Brussel behoorde hij tot de Cercle des Aquarellistes et des Aquafortistes Belges.
Hij kwam vanaf 1885 regelmatig naar Brugge, waarvan hij talrijke aspecten vastlegde met olieverf, pastel, aquarel, houtskool of lithografie.
In 1902 hield de Cercle Artistique et Littéraire in Brussel een retrospectieve tentoonstelling met 54 van zijn werken, hoofdzakelijk aan Brugge gewijd.

## Werken
- Album Villes Mortes (Brussel, H. Lammertin, 1894) op 70 exemplaren, met een voorwoord door Emile Verhaeren en elf litho's met Brugse zichten door Hannotiau. Onder de gezichten:
  - Binnenkoer van de Berg van Caritate of Gruuthusepaleis.
  - Augustijnenbrug.
  - Het Kristusgraf in de Jeruzalemkerk.
- Soepbedeling aan de armen in Brugge.
- De doopkapel in de Onze-Lieve-Vrouwekerk in Brugge.
- Kerstavond in Brugge.
- De Zeven Torentjes in Assebroek.
- Het beluik van de Sint-Sebastiaansgilde in de Carmersstraat.
- De Drie Koningen in Brugge.
- Het godshuis De Pelikan, Groenerei.
- Het Hof Bladelin in de Naaldenstraat.
- Interieur van de Sint-Sebastiaansgilde.
- De ridders van het Gulden Vlies op weg naar de Onze-Lieve-Vrouwekerk.
- Maximiliaan van Oostenrijk zit het kapittel voor van het Gulden Vlies in de Sint-Salvatorskerk in Brugge.
- Hertog Filips de Goede opent de Brugse Jaarmarkt.